# Omø
Bản mẫu:Geobox Settlement
Omø là 1 đảo nhỏ của Đan Mạch, nằm trong Eo biển Storebælt, cách Skælskø chừng 17 km. Đảo có chu vi 12 km, diện tích 4,52 km² với 187 cư dân (năm 2006), trong đó phần lớn cư ngụ trong 1 làng mang cùng tên Omø. Đảo có 1 nhà thờ, 1 cảng nhỏ. Phần lớn dân trên đảo sống bằng nghề nông và đánh bắt cá. Đảo có 1 hồ và 1 bãi lầy với nhiều loại chim sinh sống. Trên đảo cũng có 1 tháp hải đăng được bảo tồn.
Về hành chính, đảo trực thuộc thị xã Slagelse và Vùng Zealand.
Về giao thông, có tuyến tàu phà từ Stignæs (phía tây nam đảo Zealand) tới Omø và ngược lại.

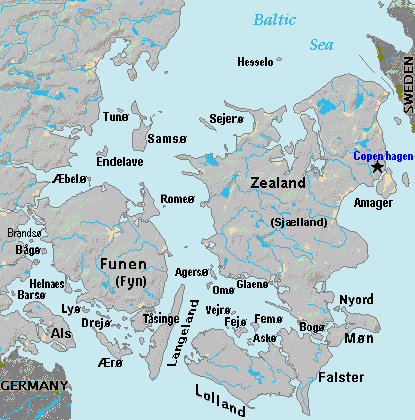
Omø (ở giữa, dưới), bắc đảo Lolland, tây nam đảo Zealand, phía nam đảo Agersø.